# أبو الحسن الأبياري
علي بن إسماعيل بن علي بن حسين بن عطية الملقب شمس الدين، وشهرته أبو الحسن الأبياري. (ت 616هـ بالإسكندرية) فقيه مالكي وعالم بأصول الفقه، وبعلم الكلام.

## شيوخه وتلاميذه ومنزلته
شيوخه الذين سمع منهم أبو طاهر بن عوف، وأبو القاسم مخلوف بن علي بن جارة، وأبو عبد الله محمد بن محمد الكركنتي.
أخذ عنه: ابن الحاجب، وابن الستار، وابن عطاء الله الإسكندري.
قال فيه أبو المظفر: «كان الأبياري من العلماء الأعلام وأئمة الإسلام بارعاً في علوم شتى: الفقه وأصوله وعلم الكلام، ولقد كان ابن عقيل المصري، يفضل الإبياري على الإمام فخر الدين الرازي في الأصول»[الديباج (ص:213)].
وكان الإمام بهاء الدين عبد الله المعروف بابن عقيل المصري الشافعي يفضل الأبياري على الإمام فخر الدين الرازي في الأصول.

## مؤلفاته
له:
- التحقيق والبيان في شرح البرهان.[1]
- شرح تهذيب المدونة، [1]
- وتكملة الكتاب الجامع بين التبصرة والجامع لابن يونس والتعليقة للتونسي، [1]
- وكتاب سفينة النجاة ألفه على طريقة كتاب إحياء علوم الدين.[1]